# Michel Droit
Pour les articles homonymes, voir Droit.
Michel Droit est un écrivain, journaliste et académicien français né le 23 janvier 1923 à Vincennes et mort le 22 juin 2000 à La Celle-Saint-Cloud.
Il fut l'interlocuteur de prédilection du général de Gaulle lors d'entretiens télévisés en direct du palais de l'Élysée.
Il est aussi connu pour son article polémique visant Serge Gainsbourg publié le 1er juin 1979 dans le Figaro Magazine accusant le chanteur de provoquer l'antisémitisme, ceci à la suite de la publication d'Aux armes et cætera, une version reggae de l’hymne national français, La Marseillaise.
Le 27 février 1989 lors d'une chasse au lion au Cameroun, il blesse mortellement l'industriel Jacques Chibret, un coup de feu étant parti accidentellement de son fusil alors qu’il trébuchait.

## Biographie

### Famille
Michel Droit est né en 1923, du peintre illustrateur Jean Droit (1884-1961).
Époux de Janine Bazin (1923-2021), il est le père du photographe Éric Droit (1952-2007).

### Études
Il fait ses études à l'école Massillon, puis aux lycées Voltaire et Louis-le-Grand, et enfin à la faculté des lettres de Paris et à l'École libre des sciences politiques.

### Journaliste
Militant dans la Résistance, il est l'un des plus jeunes correspondants de guerre des armées alliées et débute comme radio-reporter en août 1944, lors de l'insurrection de Paris. Blessé en Allemagne, près d'Ulm, en avril 1945, il devient ensuite grand reporter pour la radio, la presse et la télévision.
C'est en 1954 qu'il publie son premier roman, Plus rien au monde, que l'Académie française récompense du prix Max-Barthou, avant de lui conférer son grand prix du roman pour Le Retour, en 1964.
Toujours en 1954, il publie Jours et Nuits d'Amérique, petit essai où, contre toute attente, il critique les États-Unis, leur préférant Saint-Domingue ou Cuba, pourtant pauvres et affligés de régimes militaires à l'époque à la solde des États-Unis [réf. souhaitée].
Après avoir été rédacteur en chef de l’Actualité télévisée de la RTF, Michel Droit devient celui du Figaro littéraire, en 1961, et le reste jusqu'en 1971, tout en poursuivant parallèlement sa carrière d'écrivain.
Membre de la CNCL, il participe en 1987 à l'audition du groupe Bouygues pour la cession de TF1. À cette occasion, il « eut à cœur de défendre la cause du régime d'Apartheid en Afrique du Sud », relève l'Almanach critique des médias, jugeant en effet que l’information est trop souvent « traitée de façon unilatérale » et demandant un « pluralisme total » sur le sujet.

#### Entretiens avec de Gaulle
En 1965, 1968 et 1969, il est le seul journaliste à s'entretenir avec le général de Gaulle sur les écrans de la télévision. Ces interventions sont diffusées en direct du palais de l'Élysée, siège de la présidence de la République.
Michel Droit a été souvent brocardé par les milieux de gauche pour son excessive révérence envers le général de Gaulle, et symbolise pour beaucoup une certaine inféodation de l'ORTF à l'« État UDR ». Ainsi Le Canard enchaîné en fait une de ses têtes de turc favorites, le surnommant « Michel Courbe », tandis qu'Hara-Kiri Hebdo le caricature régulièrement. Cette inféodation de l'ORTF lui a fait cependant parfois regretter la frilosité du pouvoir pour convier l'opposition (hommes politiques ou journalistes) sur les plateaux de télévision.
Il est l'auteur et le réalisateur des séries Ces Années-là et Cela s'appelle l'Empire, sur TF1.
Il tient, de 1969 à 1981, une chronique régulière sur France-Inter. Directeur jusqu'en 1986 des Grandes Conférences du Figaro, Michel Droit continue de travailler dans ce journal, comme éditorialiste et chroniqueur, ainsi qu'au Figaro Magazine où il a notamment la responsabilité des pages de Figaro Histoire.
En mai 1977, il signe un appel demandant l'arrêt de poursuites en cours contre le Groupe union défense (GUD), un groupe d'étudiants d'extrême droite.

### Polémique avec Serge Gainsbourg
Au printemps 1979, la chanson Aux armes et cætera, de Serge Gainsbourg qui est une version en Reggae de La Marseillaise, devient un tube si important qu’elle provoque une vive réaction des militaires et de certains hommes politiques de tendance conservatrice. La polémique est lancée par Michel Droit qui rédige une diatribe contre ce qu’il nomme « l’odieuse chienlit […], une profanation pure et simple de ce que nous avons de plus sacré. » Le texte paraît le 1er juin 1979 dans le Figaro Magazine : « Quand je vois apparaître Serge Gainsbourg, je me sens devenir écologiste. Comprenez par là que je me trouve aussitôt en état de défense contre une sorte de pollution ambiante qui me semble émaner spontanément de sa personne et de son œuvre, comme de certains tuyaux d’échappement… » L’éditorialiste, révolté par cette version de l’hymne national, s’emporte, allant jusqu’à écrire que Gainsbourg fait du tort aux autres Juifs en suscitant un regain d’antisémitisme par sa version de La Marseillaise. La controverse prend bientôt une ampleur considérable, l’album devenant d’ailleurs disque de platine en quelques mois.
Serge Gainsbourg répond deux semaines plus tard par un article intitulé « On n’a pas le con d’être aussi Droit » paru dans Le Matin-Dimanche : « Peut-être Droit, journaliste, homme de lettres, de cinq, dirons-nous, […] croisés de guerre 39-45 et croix de la Légion d’honneur, dite étoile des braves, apprécierait-il que je mette à nouveau celle de David que l’on me somma d’arborer en juin 1942, noir sur jaune, et ainsi, après avoir été relégué dans mon ghetto par la milice, devrais-je y retourner, poussé cette fois par un ancien néo-combattant ? ». Jane Birkin réagit aussi en écrivant à Michel Droit.

### Académicien
Le 6 mars 1980, Michel Droit est élu à l'Académie française au fauteuil de Joseph Kessel (27e fauteuil). Il représente l'Académie à la Commission nationale de la communication et des libertés (CNCL), autorité administrative contrôlant l'audiovisuel mise en place dans les années 1980.

### Procès au sein de la CNCL
En 1987, accusé de « forfaiture » dans l'exercice de ses fonctions au sein de la CNCL, il est « soupçonné d'avoir favorisé l'accès au réseau FM parisien d'une radio locale, contre divers avantages ; soupçonné également d'usage de faux documents destinés à masquer des salaires extérieurs, encore perçus alors qu'il faisait déjà partie de la CNCL. » Défendu par Me Jean-Marc Varaut, il bénéficie d'un non-lieu.

### Chasseur
Conservateur assumé et adepte des safaris africains, Michel Droit tue accidentellement au Cameroun l'un de ses partenaires de chasse, l'industriel Jacques Chibret, le 27 février 1989. Au cours d'une progression en brousse, il fait une chute et son fusil lui échappe. Un coup de feu part et une balle atteint à la jambe son compagnon de traque, placé dix mètres devant lui, qui succombe à une hémorragie à l'âge de 47 ans.

### Mort
Michel Droit meurt le 22 juin 2000 à La Celle-Saint-Cloud après des années d'une grave maladie neurologique.

## Décorations
- Officier de la Légion d'honneur
- Officier de l'ordre national du Mérite
- Commandeur de l'ordre des Arts et des Lettres (1981)[11]

## Œuvres
- De Lattre Maréchal de France, Pierre Horay, 1952 (livre sur Jean de Lattre de Tassigny)
- André Maurois, Éditions universitaires, 1953 (livre sur André Maurois)
- Chez les mangeurs d'hommes : cinquante années de luttes apostoliques en Papouasie, 1953
- Plus rien au monde, Ferencz, 1954, prix Max-Barthou de l’Académie française
- Jours et Nuits d’Amérique, Georges Nizet, 1954
- Visas pour l’Amérique du Sud, Gallimar, 1956
- Pueblo, Julliard, 1957
- J’ai vu vivre le Japon, Fayard, 1958
- Panoramas mexicains, Fayard, 1960
- La Camargue, Prix Carlos de Lazerme, photographies de Michèle Brabo et Serge Holtz, Benjamin Arthaud, 1961
- Le Retour, Grand prix du roman de l'Académie française, Julliard, 1964
- Les Compagnons de la Forêt-Noire, Julliard, 1966, Tome 1 de la série Le Temps des hommes[12]
- La Fille de l’ancre bleue, Solar, 1967
- L’Orient perdu, Julliard, 1969, Tome 2 de la série Le Temps des hommes[12]
- L’Homme du destin, Larrieu-Bonnel, 1972
- La Ville blanche, Julliard, 1973, Tome 3 de la série Le Temps des hommes[12]
- La coupe est pleine, France-Empire, 1975
- La Mort du connétable, Julliard, 1976, Tome 4 de la série Le Temps des hommes[12]
- Les Feux du crépuscule, Plon, 1977
- Les Clartés du jour, Plon, 1978
- Le Lion et le Marabout, Plon, 1979
- Les Lueurs de l’aube, Plon, 1981
- Une plume et un micro, Plon, 1982
- Et maintenant si nous parlions de l’Afrique du Sud, Plon, 1983
- Une fois la nuit venue, Plon, 1984
- Lettre ouverte à ceux qui en ont plus qu’assez du socialisme, Albin Michel, 1985
- La Rivière de la guerre, Julliard, 1985
- Le Fils unique, Plon, 1988
- Le Rendez-vous d’Elchingen, Plon, 1990
- Nous parlerons de Rome, Le Fallois, 1992
- Le Temps d’apprendre à vivre, Le Rocher, 1993
- Le Temps qui tient au cœur, Le Rocher, 1996